# Xavier Riddle and the Secret Museum
Xavier Riddle and the Secret Museum (no Brasil, Xavier Charada e o Museu Secreto) é uma série de desenho animado estadunidense-canadense criada por Brad Meltzer e produzida por Jennifer Bradley, co-produzida pela canadense 9 Story Media Group e a irlandesa Brown Bag Films, para o canal estadunidense PBS Kids. Em 2022, está disponível no catálogo do serviço de vídeo sob demanda Globoplay.[carece de fontes?]

## Episódios
| No. | Título                                                    | Exibição Original      | Cód. prod. |
| --- | --------------------------------------------------------- | ---------------------- | ---------- |
| 1   | "I Am Johann Sebastian Bach/I Am Marie Curie"             | 12 de novembro de 2019 | 101        |
| 2   | ""I Am Mary Shelley/I Am Harry Houdini""                  | 13 de novembro de 2019 | 102        |
| 3   | "I Am George Washington/I Am Susan B. Anthony""           | 14 de novembro de 2019 | 103        |
| 4   | "I Am Isaac Newton/I Am Golda Meir"                       | 18 de novembro de 2019 | 104        |
| 5   | "I Am Winston Churchill/I Am Cleopatra"                   | 19 de novembro de 2019 | 105        |
| 6   | "I Am Catherine the Great/I Am Tomioka Tessai"            | 20 de novembro de 2019 | 106        |
| 7   | "We Are the Wright Brothers/We Are the Brontë Sisters"    | 27 de novembro de 2019 | 107        |
| 8   | "I Am Mark Twain/I Am Abigail Adams"                      | 27 de novembro de 2019 | 108        |
| 9   | "I Am Julia Child/I Am Neil Armstrong"                    | 27 de novembro de 2019 | 109        |
| 10  | "I Am Helen Keller/I Am Alexander Graham Bell"            | 2 de dezembro de 2019  | 110        |
| 11  | "I Am Florence Nightingale/I Am George Washington Carver" | 9 de dezembro de 2019  | 111        |
| 12  | "I Am Leonardo da Vinci/I Am Amelia Earhart"              | 16 de dezembro de 2019 | 112        |
| 13  | "I Am Zora Neale Hurston/I Am Charles Dickens"            | 23 de dezembro de 2019 | 113        |

## Transmissão
No Canadá, o programa é transmitido pelo canal TVOKids.

## Ligações Externas
- «Sítio oficial» (em inglês)
- Xavier Riddle and the Secret Museum. no IMDb.